# Гилей и Рек
Гилей (др.-греч. Ὑλαιος); Рек, Ройк (др.-греч. Ῥοῖκός) в древнегреческой мифологии — кентавры, жили в Аркадии, неподалёку от пещеры Аталанты.
Гилей и Рек пытались изнасиловать Аталанту, но были убиты ею из лука. Гилей ранил Меланиона. Рек убит Аталантой у Меналийского утеса.
Либо Гилей был убит Гераклом, либо убит во время битвы с лапифами.